# Ilebo
Ilebo (dawniej: Port-Francqui) – miasto w Demokratycznej Republice Konga nad rzeką Kasai.
W mieście duży port rzeczny, lotnisko,  a także stacja końcowa linii kolejowej z okręgu przemysłowego Shaba. Ludność: 67,7 tys. mieszkańców (2004).
W mieście rozwinął się przemysł spożywczy oraz drzewny.